# Ohagi

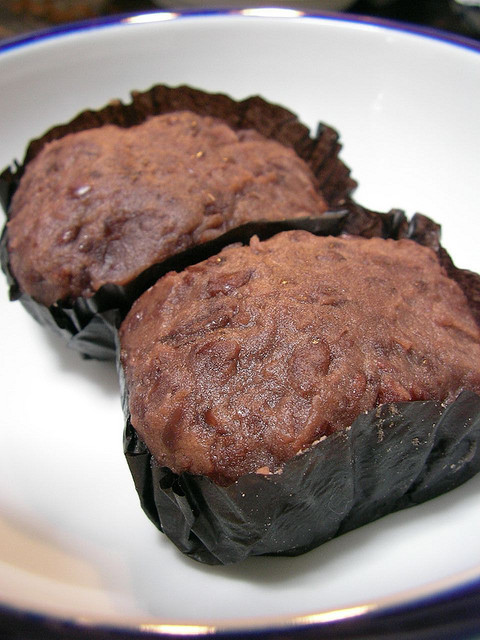
Ohagi

Ohagi (japanisch おはぎ oder 御萩) sind kleine Reiskuchen (Mochi) der japanischen Küche. Normalerweise bedeckt Anko-Paste die Reiskuchen. Sie werden aus Reis, Klebreis und Anko hergestellt. Sie sind eine Süßspeise, die als Snack beim Empfang oder bei der Zusammenkunft angeboten wird.
Es gibt verschiedene Sorten von Ohagi, wie zum Beispiel Kinako, Nori, Sesam, Zunda (die grüne Sojabohnepaste) und andere.
Man benutzte Salz anstatt Zucker, weil Zucker in vergangenen Zeiten teuer war. Wenn man ein wenig Salz hinzufügt, schmecken Anko süßer.
Botamochi (ぼたもち oder 牡丹餅) sind ähnliche Kuchen, werden aber manchmal auch Ohagi genannt. Es gibt verschiedene Ansichten über den Unterschied zwischen Ohagi und Botamochi.
Eine Ansicht ist, dass Botamochi als Formen von Botan-Blüte (Päonie) gemacht werden und Ohagi als Formen von Hagi-Blüte (Buschklee) gemacht werden. Die Botan blühen im Frühling und die Hagi blühen im Herbst, deshalb werden Botamochi im Frühling verkauft und Ohagi im Herbst.